# Garnat-sur-Engièvre
Garnat-sur-Engièvre är en kommun i departementet Allier i regionen Auvergne-Rhône-Alpes i de centrala delarna av Frankrike. Kommunen ligger  i kantonen Chevagnes som ligger i arrondissementet Moulins. År 2022 hade Garnat-sur-Engièvre 672 invånare.

## Befolkningsutveckling
Antalet invånare i kommunen Garnat-sur-Engièvre
Referens: INSEE